# Denkmal Friedrichs des Großen (Brandenburg an der Havel)
Das Denkmal Friedrichs des Großen war ein Standbild des preußischen Königs  Friedrich II. in Brandenburg an der Havel von 1915 bis 1946.

## Geschichte
Seit 1910 wurde das 500-jährige Jubiläum des Beginns der Herrschaft  der Hohenzollern in der Mark Brandenburg von 1412  in der Stadt Brandenburg an der Havel vorbereitet. Dazu wurden in den nächsten Jahren mehrere Denkmäler entworfen, als erstes eines für Kurfürst Friedrich I.
1915 wurde dann das Denkmal für König Friedrich den Großen eingeweiht. Es wurde von dem einheimischen Bildhauer Leopold Koch konzipiert und vom Blechfabrikanten Ernst Paul Lehmann gestiftet.  1916 entstand vom gleichen Künstler ein Relief zum Einzug der Hohenzollern 1412 am Plauer Torturm.
Etwa 1946 wurden alle Hohenzollern-Denkmäler in Brandenburg an der Havel auf Anordnung des Oberbürgermeisters Fritz Lange abgebaut, das Denkmal Friedrichs des Großen wurde wahrscheinlich eingeschmolzen.

## Beschreibung
Die hohe Bronzestatue Friedrichs des Großen hatte einen Stock und  einen Degen, nach einem ähnlichen Modell    von Schadow im Hohenzollernmuseum,  das   auch bei anderen Friedrichdenkmälern (in Bromberg, Marienburg, Letschin) verwendet worden war.
Das Denkmal stand auf dem Nicolaiplatz mit einem sehr ausladenden breiten Unterbau aus Stein.
Es war eines der größten Denkmäler der Stadt.